# Heinersbrück
Heinersbrück est une commune allemande de l'arrondissement de Spree-Neisse, Land de Brandebourg.

## Géographie
Heinersbrück se situe sur la Malxe, dans la Basse-Lusace, dans la zone de peuplement traditionnelle des Sorabes, des Wendes.
La commune comprend le quartier de Grötsch et les zones d'habitation d'Ausbau, Radewiese et Sawoda.
|           |              | Jänschwalde |
| Teichland | Heinersbrück |             |
| Cottbus   |              | Forst       |

Heinersbrück se situe sur la Bundesstraße 97.

## Histoire
Heinersbrück est mentionné pour la première fois en 1411 sous le nom de Henrichsbrugk. Il se fait davantage sous le nom en bas sorabe de Móst, qui signifie pont. Heinersbrück est un village de rue long et dessiné.
Pendant des siècles, le village est caractérisé par de grandes fermes paysannes ; la population est principalement de langue sorabe. À ce jour, certaines coutumes sont préservées, les costumes sont caractéristiques.
En octobre 1938, le village de Radewiese est forcé à fusionner avec Heinersbrück, la fusion est annulée après la fin de la Seconde guerre mondiale. En juillet 1950, la fusion est de nouveau effective.
La mine à ciel ouvert de Jänschwalde prend depuis les années 1950 derrière la Bundesstraße 97 la moitié est du territoire.
Le village de Grötsch, mentionné pour la première fois en 1344 sous le nom de Grods (du vieux sorabe gród, château-fort) fusionne le 26 septembre 2003 avec Heinersbrück.

## Source
- (de) Cet article est partiellement ou en totalité issu de l’article de Wikipédia en allemand intitulé « Heinersbrück » (voir la liste des auteurs).